# Правоохранительные органы Кирибати

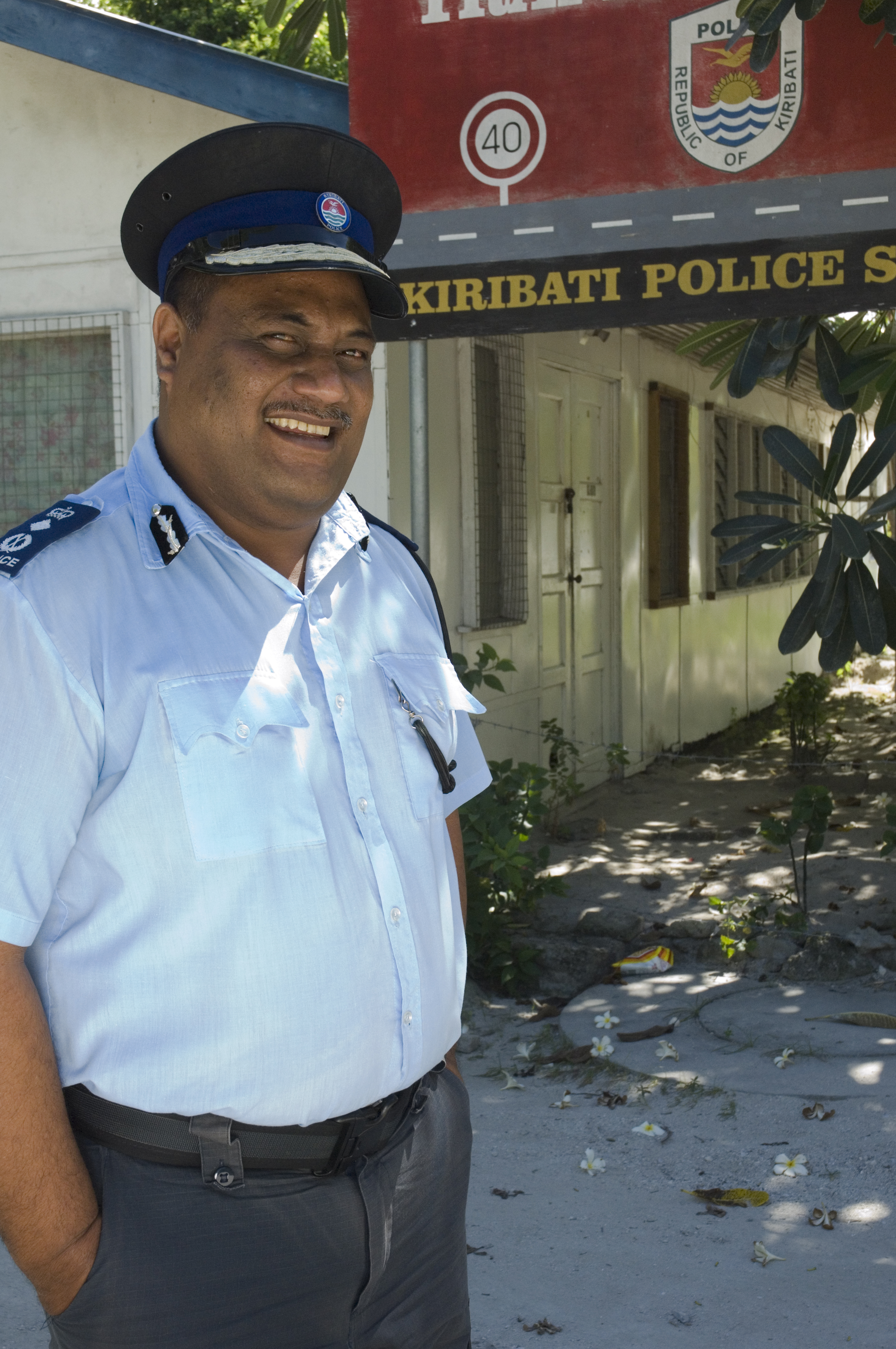
Иоэру Токантетааке, комиссар полиции Кирибати с 2007 года

Единственными государственными дисциплинированными силами в Кирибати являются объединенные национальные полицейские силы с тюремными и карантинными полномочиями и береговая охрана. Оборонную помощь оказывают Австралия и Новая Зеландия. Полицейские силы не подчиняются никаким министрам, а подчиняются непосредственно президенту Кирибати.

## Структура
Полицейская служба Кирибати (КПС) — это независимый орган, в котором на 222 человека приходится один сотрудник полиции (всего более 500 человек, а численность составляет около 458 присягнувших государству). Иоэру Токантетааке является действующим комиссаром полиции (с 2004 года), а также руководит деятельностью тюрем в Кирибати.

## Оружие
Полицейская служба Кирибати носит скудное оружие.
Винтовка предназначается для учений, а некоторым офицерам были предоставлены винтовки AR-15.

## Ранги
- Констебль
- Старший констебль/капрал
- Сержант
- Инспектор
- Помощник надзирателя
- Надзиратель
- Заместитель комиссара
- Комиссар

## Полицейские посты
На каждом обитаемом острове в Кирибати есть полицейские участки. Ключевые полицейские посты включают в себя:
- Бейто — также в качестве штаб-квартиры для полиции
- Ронтон

## Морская полиция
Полиция эксплуатирует RKS Teanoai (301), патрульный катер типа "Пацифик", предоставленный Кирибати Австралией в рамках программы Тихоокеанского патрульного сотрудничества в 1994 году. Судно зарегистрировано и размещено в Тараве.

## Тюрьмы
КПС отвечает за управление тюрьмами в Кирибати. В Кирибати 4 тюрьмы, из которых 3 для мужчин и 1 для женщин. По состоянию на 2013 год в них содержится 141 человек. Персонал тюрьмы является сотрудниками полицейской службы Кирибати.
В Кирибати в данное время действуют две тюрьмы:
- Тюрьма Вальтера Бетио в Бетио
- Тюрьма Ронтон (Лондон) на острове Киритимати

## Службы спасения
Пожарные и спасательные службы находятся в ведении КПС.
В 2012 году Япония передала Кирибати химический насос для размещения в Бетио, чтобы заменить роль пожарной машины в международном аэропорту Бонрики на другом конце острова.

## Почетный караул
Избранные члены КПС отбираются для защиты президента и других сановников.